# Kosmos 573
Kosmos 573 ist die Tarnbezeichnung für einen unbemannten Flug des sowjetischen Raumschiffs Sojus, das im Sommer 1973 Tests in der Erdumlaufbahn durchführte. Es war in der Sowjetunion üblich, nur erfolgreichen Missionen einen offiziellen Namen zu geben. Fehlgeschlagene Flüge wurden meistens gar nicht und Testflüge lediglich unter der allgemeinen Tarnbezeichnung Kosmos bekanntgegeben.

## Der Flug
Die Mission war ursprünglich als bemannter Flug zeitnah zu der kurz zuvor am 11. Mai gestarteten Raumstation DOS-3 geplant. Allerdings konnten Bahn und Lage von DOS-3 wegen der fehlerhaften Arbeit der Lageregelung nicht stabilisiert werden. Bemannte Missionen an Bord der nunmehr zur Tarnung offiziell Kosmos 557 genannten Station waren damit nicht möglich. Für den Transfer zur DOS 3 waren gegenüber der verunfallten Sojus 11 und auch dem ca. ein Jahr zuvor erfolgreich getesteten Kosmos 496 insgesamt drei wesentlich verbesserte Sojus 7K-T (s/n 34 bis 36) in der Erprobung bzw. Fertigstellung. Im Gegensatz zu Kosmos 496 wurde das Raumschiff Nr. 36 nicht mit Solarzellen ausgestattet. Es befand sich zum Zeitpunkt des Starts von DOS 3 bereits auf der Startrampe, war mit toxischen und korrosiven Betriebsstoffen befüllt und musste nunmehr zeitnah zum Einsatz gelangen, da ein einfaches Enttanken einiger Komponenten (z. B. UDMH/N2O4) ohne Funktionsverlust wichtiger Bauteile nicht mehr möglich war. Folgerichtig entschied man sich zu einem nicht zwingend notwendigen unbemannten Test des startbereiten Raumschiffes unter der Tarnbezeichnung Kosmos 573.
Der Start erfolgte dann am 15. Juni 1973 gegen 6 Uhr UTC vom sowjetischen Weltraumbahnhof Baikonur an Bord einer Sojus-Rakete. Der Flug lief perfekt ab, so wurden im All u. a. alle Systeme erfolgreich getestet, die nach dem Unglück von  Sojus 11 verbessert worden waren. Die Landung erfolgte am 17. Juni 1973 um 06:01 UTC.